# 羅振邦
羅振邦（Law Chun Bong，1981年1月25日—），生於香港，香港職業足球員，司職前鋒、左翼鋒、左中場及左後衛，效力於澳門丙組足球聯賽球隊東昇。

## 童年時期
在羅振邦8歲的時候，其父親羅灶石帶了他參加暑期足球訓練計劃，就在那段期間，讓他對足球的認識加深和培育起對足球的熱誠和興趣。
在中學時代，他因參加足球比賽而被發掘，及後更加入香港隊青年軍。由於羅振邦的專業態度，比賽和訓練亦認真，再加上不斷的努力，在他19歲時，終受到教練的賞識並引薦加入香港甲組聯賽球會，在星島開始其職業足球的生涯，並曾與其叔羅偉志成為隊友。

## 球會生涯
星島退出後，羅振邦轉投流浪，其後先後效力過二合、晨曦、南華、愉園等香港甲組足球聯賽球會，2009年加盟公民，並效力至2012。
2012年夏季，羅振邦轉投橫濱FC香港，兼任助理教練。2014年夏季，羅振邦轉投香港甲組足球聯賽球隊港會。
2015年1月21日，南華於社交網站公佈羅振邦加盟。
現效力於澳門丙組足球聯賽的東昇。

## 國際賽生涯
羅振邦於2003年首次入選香港足球代表隊，參加2003年東亞足球錦標賽，在這項賽事中，羅振邦多次以速度衝破對方的防線，引起香港和其他東亞球迷的注意。
在香港隊對日本隊的賽後，羅振邦和一位香港隊隊友黃鎮宇，共同受到前日本隊總教練薛高的高度讚揚。

## 統計數字
最後更新：2006年8月17日
| 球會 | 賽季    | 聯賽 | 聯賽 | 聯賽盃 | 聯賽盃 | 銀牌 | 銀牌 | 足總盃 | 足總盃 | 亞協盃 | 亞協盃 | 總數 | 總數 |
| 球會 | 賽季    | 上陣 | 入球 | 上陣   | 入球   | 上陣 | 入球 | 上陣   | 入球   | 上陣   | 入球   | 上陣 | 入球 |
| ---- | ------- | ---- | ---- | ------ | ------ | ---- | ---- | ------ | ------ | ------ | ------ | ---- | ---- |
| 南華 | 2004-05 | 16   | 4    | 4      | 3      | 1    | 0    | 1      | 0      | 0      | 0      | 22   | 7    |
| 南華 | 總數    |      |      |        |        |      |      |        |        |        |        | 22   | 7    |
| 愉園 | 2005-06 | 8    | 0    | 1      | 0      | 2    | 0    | 3      | 0      | 5      | 0      | 19   | 0    |
| 愉園 | 2006-07 | 0    | 0    | 0      | 0      | 0    | 0    | 0      | 0      | 0      | 0      | 0    | 0    |
| 愉園 | 總數    |      |      |        |        |      |      |        |        |        |        | 19   | 0    |
| 總數 | 總數    |      |      |        |        |      |      |        |        |        |        | 41   | 7    |

## 外部連結
- 香港足總網站球員註冊資料 （页面存档备份，存于）
- 羅振邦：我的足球生涯及感想 （页面存档备份，存于）

1. ↑  .   [2015年1月21日]. （原始内容存档于2021年6月6日）.